# Nicolas-Éloi Lemaire
Pour les articles homonymes, voir Lemaire.
Nicolas-Éloi Lemaire, né le 2 décembre 1767 à Triaucourt et mort le 3 octobre 1832  à Paris, est un homme politique et philologue français.

## Biographie
Nicolas Lemaire naît à Triaucourt, en Lorraine, de Jean-Léopold et Anne Joyeux, de modestes paysans. Il est élève au collège de Sainte-Menehould, de Sainte-Barbe puis du Plessis à Paris. En 1787, il remporte le prix d'honneur du concours général de l'Université. Agrégé de rhétorique en 1790, il obtint une chaire au Collège du Cardinal-Lemoine et, en 1793, il devint président de la section des Sans-Culottes et s'opposait à Henriot. Juge suppléant au tribunal civil, il s'opposait souvent à Coffinahl et devint juge en 1795. Ne soutenant pas le coup d'État du 18 Brumaire, il s’exilait en Piémont où il aida Menou. C'est à cette occasion qu'il publiait Classiques latins. 

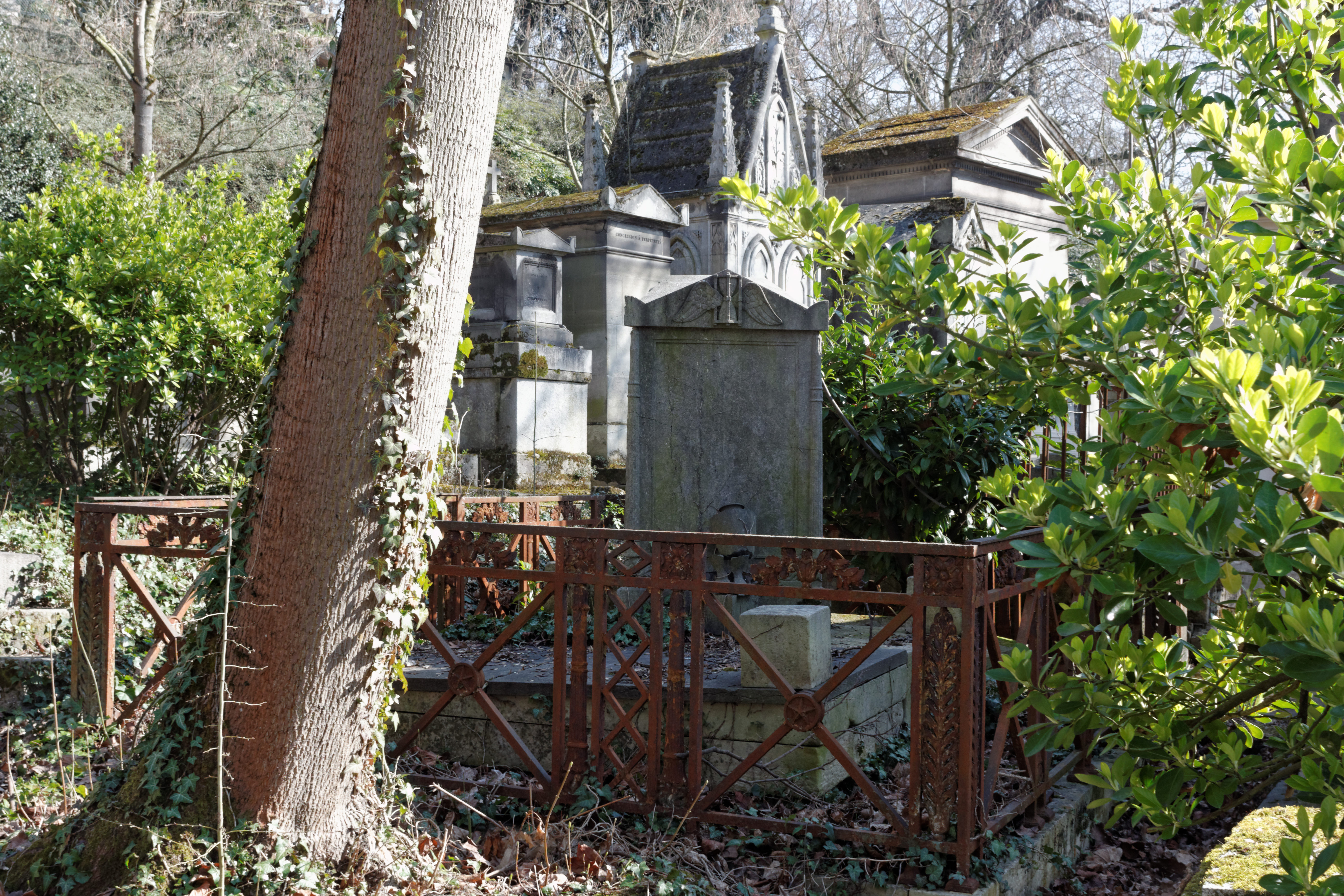
La tombe familiale au Cimetière du Père-Lachaise.

Élu dans son département, il devint pour quatre années président du département de la Meuse. Suppléant de Delille au Collège de France en 1808, il fut nommé, en 1810, professeur de poésie latine à la Faculté de lettres de Paris puis il en devint le doyen de 1826 à 1832. Avec la Restauration, il retourne dans le Meuse où il devint président du département. 
De 1811 à sa mort en 1832, il participe à de nombreuses soutenances de thèses de doctorat ès lettres à la Faculté de Paris, en qualité de membre du jury.  
Il fut emporté par une épidémie de choléra en 1832, il repose avec son fils et son épouse au Père-Lachaise (17e division).
Sa ville natale a fait ériger une fontaine monument en son honneur.

## Publication
- Discours prononcé par le citoyen Lemaire... à l'occasion de l'examen du citoyen Louis Demargherita, homme de loi, pour être agrégé au Collège de droit, le 21 thermidor An XI, dans le salon de l'Université de Turin, Publication :   Taurini : ex typographia philantropica, anno XI.
- Carmen in sanctae Barbarae festum, Paris, : impr. de Le Normant, 1807 .
- Carmen in proximum et auspicatissimum Augustae praegnantis partum, scribebat N. E. Lemaire..., Taurini : D. Pane excudebat, 1811.
- Avec Gabriel Legouvé, Poème sur l'heureuse grossesse de S. M. Marie-Louise, impératrice des Français et reine d'Italie, Paris : Brunot-Labbe, Delaunay, Lenormant, 1811.
- Epitaphium Renati Binet tumulo inscriptum, 1812.
- Premier anniversaire de la naissance de S. M. le Roi de Rome, imp impériale, 1812.
- Inscription latine, qui renferme les principales circonstances de la vie de M. Le Hoc, et qui doit être gravée sur son tombeau.
- À J.-F. Ducis, N.-É. Lemaire [promettant de lire dans son cours un passage des œuvres de ce poète]. Paris, : impr. de Porthmann, Extrait du "Journal des arts", 20 mars 1814. Puis le 24 mars.
- Ludovico XVIII, optato Galliarum regi, augusto litterarum patrono, perito veterum judici, latini scriptores classici.
- Caius Velleius Paterculus qualem omni parte illustratum publicavit David Ruhnkenius, Publication : Parisiis : N.-E. Lemaire, 1822.
- Caius Silius Italicus. Punicorum libri XVII, Publication : Parisiis : N.-E. Lemaire, 1823.
- Justini historiarum Philippicarum ex Trogo Pompeio libri XLIV. Textum Wetzelianum, tabulas chronologicas, argumenta, prologos, notas, indices rerum et verborum, novis additamentis illustravit N. E. Lemaire, Parisiis : N. E. Lemaire, 1823.
- C. Valerii Flacci Setini Balbi Argonauticon libros octo, Publication : Parisiis : N. E. Lemaire, 1824-1825.
- Poetae latini minores, Parisiis, 1824-1826.
- D. Junii Juvenalis sexdecim Satirae ad codices parisinos recensitae..., Parisiis : Rignoux, 1823-1825.
- In festum divi Nicolai 1825. Nicolao Bellart Nicolaus Eligius Lemaire. Decembris 6a die 1825.
- M. F. Quintilianus et Calpurnius Flaccus. De quorum operibus judicia testimoniaque omnia, Publication : Parisiis : N. E. Lemaire, 1825.
- Libri quinque silvarum P. Papinii Statii, Parisiis : J. Didot, 1825.
- Lucii Annaei Flori epitome, Rerum romanarum, Publication : Paris : N. E. Lemaire, 1827.
- Publii Terentii Afri Comoediae ex optimarum editionum textu recensitae, Publication :   Parisiis : N.-E. Lemaire, 1827-1828.
- Quintus Horatius Flaccus, Publication : Parisiis : N. E. Lemaire, 1829-1831.
- M. T. Ciceronis quinque Indices novi et absolutissimi ex editione J. V. Leclerc, Parisiis : Marlin, 1832.
- Bibliotheca classica latina sive collectio auctorum classicorum latinorum cum notis et indicibus, Parisiis : N. E. Lemaire, 1819-1838.

## Pour en savoir plus